# Insel Felsenburg

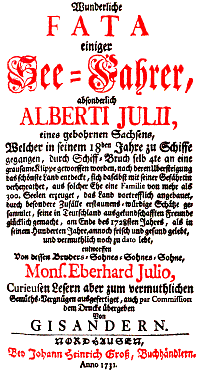
Insel Felsenburg, 1. Teil, 1731

Insel Felsenburg ist ein Roman von Johann Gottfried Schnabel, dessen vier Teile 1731, 1732, 1736 und 1743 unter dem Pseudonym Gisander in Nordhausen erschienen. Der Originaltitel des ersten Teils lautet vollständig:

„Wunderliche Fata einiger See-Fahrer, absonderlich Alberti Julii, eines gebohrnen Sachsens, Welcher in seinem 18den Jahre zu Schiffe gegangen, durch Schiff-Bruch selb 4te an eine grausame Klippe geworffen worden, nach deren Übersteigung das schönste Land entdeckt, sich daselbst mit seiner Gefährtin verheyrathet, aus solcher Ehe eine Familie mit mehr als 300 Seelen erzeuget, das Land vortrefflich angebauet, durch besondere Zufälle erstaunens-würdige Schätze gesammlet, seine in Teutschland ausgekundschafften Freunde glücklich gemacht, am Ende des 1728sten Jahres, als in seinem Hunderten Jahre, annoch frisch und gesund gelebt, und vermuthlich noch zu dato lebt, entworffen Von dessen Bruders-Sohnes-Sohnes-Sohne, Mons. Eberhard Julio, Curieusen Lesern aber zum vermuthlichen Gemüths-Vergnügen ausgefertiget, auch par Commission dem Drucke übergeben Von Gisandern.“

Das ursprünglich etwa 2500 Druckseiten umfassende Werk wurde 1828 in einer gekürzten Bearbeitung von Ludwig Tieck unter dem Titel Insel Felsenburg neu herausgegeben und ist unter diesem Titel bekannt geworden.

## Inhalt

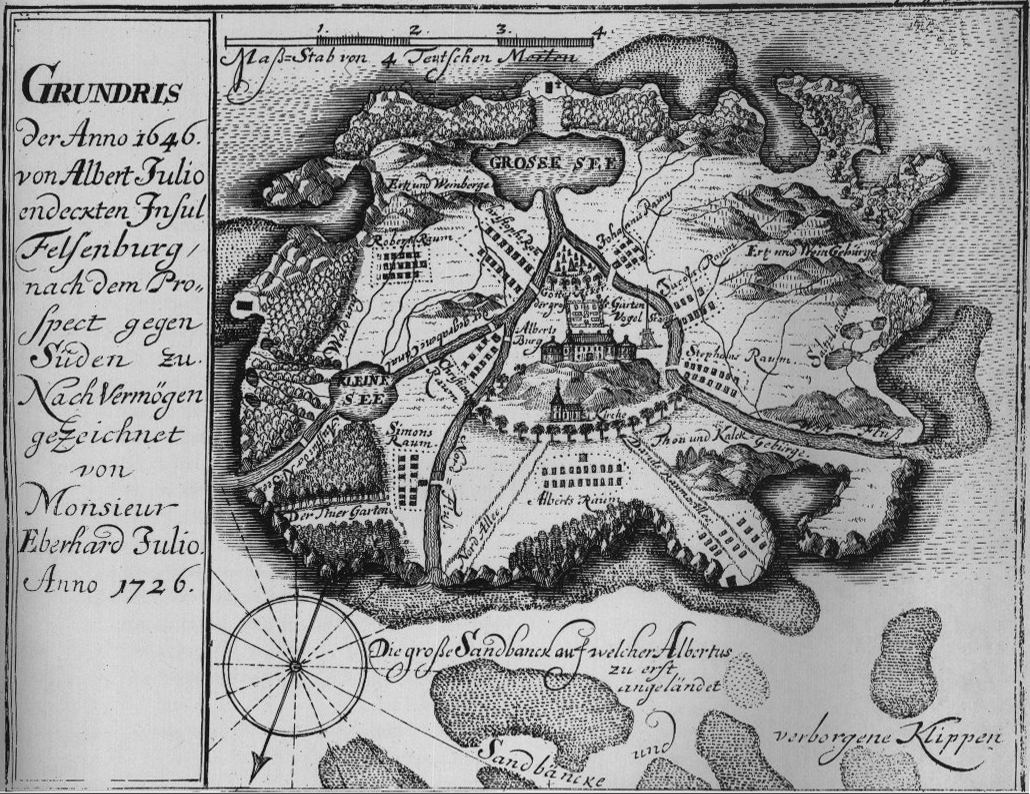
Karte der Insel Felsenburg

Der Ich-Erzähler Eberhard Julius erhält nach dem Tod seiner Mutter und dem Bankrott seines Vaters einen Brief von einem Kapitän Wolffgang, in dem dieser ihm versichert, dass er „ihres Herrn Vaters erlittenen Schaden mehr als gedoppelt ersetzen“ werde. Den Anweisungen dieses Briefes folgend reist er nach Amsterdam, wo er den Kapitän trifft und von ihm erfährt, dass im Südmeer die Insel Felsenburg liegt, auf der sein Urgroßonkel Albertus Julius als „Altvater“ herrscht. Gemeinsam mit einigen anderen Vertretern nützlicher Berufe bricht Eberhard Julius auf dem Schiff des Kapitäns zur Insel auf. Unterwegs erzählen sie einander ihre Lebensgeschichten. Auf der Insel angekommen, werden sie von dem 97-jährigen Albert Julius empfangen, der sie mit Erzählungen in die Geheimnisse des idealen Lebens auf Felsenburg einführt, das auf gemeinschaftlicher, geordneter Arbeit beruht. Albert Julius erzählt, wie er in seiner Jugend als Schiffbrüchiger auf die paradiesische Insel gelangt ist, die mit ihm gestrandete Concordia Plürs geheiratet, mit ihr eine vielköpfige Familie gegründet hat, die sich im Lauf der Zeit um weitere Schiffbrüchige und Ausgesetzte vergrößerte, und durch den Fund eines vergrabenen Schatzes zu großem Reichtum gelangt ist. Eberhard Julius und seine Gefährten bereisen die Insel, lernen das vorbildlich geordnete Zusammenleben der Felsenburger kennen und entschließen sich, ihr restliches Leben auf der Insel zu verbringen.
Der zweite bis vierte Teil des Romans, in denen es um die weiteren Schicksale der Insel und ihrer Bewohner nach dem Tod des Albertus Julius geht, sind von ständig abnehmender literarischer Qualität; die Handlung erscheint immer beliebiger und zusammengestückelter und wird mit abenteuerlichen Nebenhandlungen und langen theoretischen Einschüben aufgefüllt. Schnabel versuchte (was er zumindest für den vierten Teil auch zugibt) den großen Erfolg des Romans durch die Fortsetzungen finanziell zu nutzen.

## Rezeption
Die „Insel Felsenburg“ verbindet das Subgenre der Robinsonade mit dem Entwurf einer frühaufklärerisch und pietistisch geprägten Gesellschaftsutopie und heftiger Kritik an den Zuständen im Europa zu Beginn des 18. Jahrhunderts, die vor allem in den zahlreichen eingeschobenen Lebensläufen der Personen deutlich wird. Im 18. Jahrhundert war die „Insel Felsenburg“ einer der populärsten Romane überhaupt, geriet aber um die Wende zum 19. Jahrhundert weitgehend in Vergessenheit. Erst die straffende und sprachlich modernisierende Bearbeitung durch Ludwig Tieck im Jahr 1828 hob das Werk wieder ins öffentliche Bewusstsein.
Arno Schmidt glaubte in dem von William Glass Anfang des 19. Jahrhunderts etablierten Gemeinschaftssystem auf der Insel Tristan da Cunha die Verwirklichung der Utopie von der Insel Felsenburg entdeckt zu haben. Darauf weist Judith Schalansky in ihrem Atlas der abgelegenen Inseln (2009) hin.

## Ausgaben
- Johann Gottfried Schnabel: Wunderliche Fata einiger See-Fahrer... 4 Bände. Minerva/Olms, Frankfurt am Main/Hildesheim 1973, (fotomechanischer Reprint der Originalausgabe).
- Johann Gottfried Schnabel: Die Insel Felsenburg. In der Bearbeitung von Ludwig Tieck herausgegeben und mit einem Nachwort versehen von Martin Greiner. Reclam, Stuttgart 1959.
  - Neuausgabe: Johann Gottfried Schnabel: Insel Felsenburg. Reclam, Ditzingen 1994 (RUB 8421), ISBN 978-3-15-008421-2.
- Johann Gottfried Schnabel: Insel Felsenburg. Wunderliche Fata einiger Seefahrer. 3 Bände. Mit einem Nachwort von Günter Dammann. Textredaktion von Marcus Czerwionka unter Mitarbeit von Robert Wohlleben. Zweitausendeins, Frankfurt am Main 1997 (Haidnische Altherthümer), ISBN 3-861-50171-6, (Vollständige Neuausgabe der Originalfassung mit einem Kommentarband).